# Die Versorgung der Menschheit
Die Versorgung der Menschheit (chinesisch 赡养人类, Pinyin shànyǎng rénlèi „Menschheit versorgen“) ist eine Science-Fiction-Kurzgeschichte des chinesischen Schriftstellers Liu Cixin, zuerst veröffentlicht in Science Fiction World (chinesisch 科幻世界, Pinyin kēhuàn shìjiè) in Chengdu in der Provinz Sichuan im November 2005. Eine deutsche Übersetzung von Marc Hermann erschien am 14. Januar 2019 in der Sammlung Die wandernde Erde, veröffentlicht vom Heyne Verlag.

## Handlung
Nach den Ereignissen von Um Götter muss man sich kümmern ist das erste Raumschiff der anderen Menschheit als Vorhut einer ganzen Flotte über der Erde eingetroffen. Seitdem verhält sich die ultrareiche Oberschicht merkwürdig: Der Auftragsmörder Glattrohr wird erst von ihnen dafür bezahlt, möglichst viele Obdachlose zu ermorden, bevor sie sich umentscheiden und ihnen stattdessen riesige Geldbeträge schenken wollen. Die Obdachlosen sollen sich dafür nur an die Bedingung halten, wahrheitsgetreu anzugeben, von wem sie das Geld erhalten hatten, sollten sie gefragt werden. Als Glattrohr zufällig einen Vertreter der anderen Menschheit trifft, klärt sich das seltsame Verhalten auf: Nach Ankunft der Flotte der anderen Menschheit wollen diese die irdische Menschheit genau so behandeln, wie diese die ärmsten 1 % ihrer Bevölkerung. Der Vertreter der anderen Menschheit erklärt, dass sie selbst alle Obdachlose sind, die aus ihrer Heimatwelt vertrieben wurden. Einst waren wie auf der Erde die Unter- und Oberschicht durch das Rohr der Bildung miteinander verbunden und ein Aufstieg war stets möglich. Doch nach einer technologischen Explosion, die unter anderem ermöglichte, Wissen direkt ins Gehirn einzuspeichern, verfügte die Oberschicht schnell über so viel Wissen, dass eine unüberwindbare Kluft zur Unterschicht entstand. Kombiniert mit dem unaufhaltsamen Fortschritt des Kapitalismus führte das letztendlich dazu, dass sämtliches Vermögen in einem einzigen Menschen, dem „Letzten Unternehmer“, zusammenfloss. Selbst alle Rohstoffe des Planeten gehörten ihm und wurden von Robotern geschützt. Der andere Mensch schildert die grausamen Folgen dieser Welt, in der selbst Atemluft gekauft werden musste und die Menschen ihre eigenen Körper für Rohstoffe benutzen müssen, während die des Planeten komplett unangetastet blieben. Nachdem Glattrohr das alles gehört hat, kehrt er zu der reichen Oberschicht zurück und erzählt ihnen alles. Anschließend verbrennen sie gemeinsam über eine Million Yuan, um ihre Suppe zu erhitzen.

## Übersetzungen
Die Versorgung der Menschheit wurde ebenfalls auf Englisch (2013 & 2016) und Spanisch (2019) übersetzt.

## Auszeichnungen
Die Versorgung der Menschheit gewann den Galaxy Award im Jahr 2005.

## Kritik
Christian Endres von diezukunft.de schreibt in einer Kritik der ganzen Sammlung Die wandernde Erde, es finde sich darin „immer Platz für ein wenig Gesellschaftskritik, die sich keineswegs auf China beschränkt“.
Gunter Barnewald von phantastiknews.de schreibt, die Kurzgeschichte entwirft einen „krassen satirischen Blick auf die schlimmsten Auswüchse des Kapitalismus“ und „ist faszinierend und horribel zugleich“.
Publishers Weekly schreibt, Liu Cixin dämpfe seine rauen Wahrheiten durch ironischen Humor („cushions his rougher truths with a wry humor“), etwa bei der Beschreibung der Raumschiffe als intergalaktische Erkältungskapseln („intergalactic cold-relief capsules“).
Alexis Ong schreibt im Reactor Magazine, dass Liu Cixin in der Kurzgeschichte wirklich beginnt Spaß zu haben („is where Liu really starts to have fun“), da selbst mit seinen üblichen Grundzutaten seine für das Genre untypischen Experimente mit Düsterheit und Geheimnis eine scharfsinnige und fesselnde Lektüre ergeben („even when Liu’s staple tropes [....] show up, his uncharacteristic genre experiments with noir and mystery make for a sharp, engrossing read“). Insbesondere füge der letzte Unternehmer dem sehr realen spekulativen Albtraum etwas düsteren Humor hinzu („the Last Capitalist [....] adds bleak humor to a very real speculative nightmare“).
Jaymee Goh kritisiert auf Strange Horizons, dass Frauen nicht als böse dargestellt werden, aber ständig im Vergleich zu den männlichen Protagonisten unterentwickelt bleiben („women are not particularly vilified, but they are consistently underdeveloped in favour of the male protagonists“).